# Atletica leggera ai Giochi della XXII Olimpiade - Lancio del giavellotto maschile

Video della Finale (il lancio di Dainis Kula è mostrato al minuto 5:50)

Il lancio del giavellotto ha fatto parte del programma maschile di atletica leggera ai Giochi della XXII Olimpiade. La competizione si è svolta nei giorni 26 e 27 luglio 1980 allo Stadio Lenin di Mosca.

## Presenze ed assenze dei campioni in carica
| Competizione         | Atleta           | Prestazione | Mosca 1980     |
| -------------------- | ---------------- | ----------- | -------------- |
| Olimpiadi 1976       | Miklós Németh    | 94,58 m     | Presente       |
| Africani 1978        | Justin Arop      | 76,94 m     | Presente       |
| Commonwealth 1978    | Phil Olsen       | 84,00 m     | Canada assente |
| Europei 1978         | Michael Wessing  | 89,12 m     | Assente        |
| Asiatici 1978        | Shen Maomao      | 79,24 m     | Cina assente   |
| Panamericani 1979    | Duncan Atwood    | 84,16 m     | USA assenti    |
| Coppa del mondo 1979 | Wolfgang Hanisch | 86,48 m     | Presente       |

1. ↑  Per il boicottaggio.
2. ↑  Per il boicottaggio del suo Paese.
3. ↑  Per il boicottaggio.

## La gara
La gara viene viziata dalla probabile malafede dei giudici.

Il più forte degli atleti sovietici, Kula, non ne imbrocca una: sbaglia clamorosamente i primi due lanci. Al terzo, finalmente, centra un 88,88 che lo porta dritto in finale. Subito dopo esegue il 91,20 che gli regala la medaglia d'oro. Ma a detta di molti, anche il lancio a 88,88 non avrebbe dovuto essere convalidato.

Il campione olimpico uscente, Miklos Nemeth, giunge ottavo con 82,40. Il primatista mondiale Ferenc Paragi si ferma a 79,52 e si classifica decimo.

## Risultati

### Turno eliminatorio
Qualificazione80,00 m
Dieci atleti ottengono la misura richiesta. Ad essi vanno aggiunti i 2 migliori lanci, fino a 78,74 m.

La miglior prestazione appartiene a Ferenc Paragi (HUN), con 88,76 m.

### Finale
| Pos | Paese            | Atleta            | Weite   |
| --- | ---------------- | ----------------- | ------- |
|     | Unione Sovietica | Dainis Kūla       | 91,20 m |
|     | Unione Sovietica | Aleksandr Makarov | 89,64 m |
|     | Germania Est     | Wolfgang Hanisch  | 86,72 m |

CLASSIFICA DAL 4°  AL  8° POSTO:
4 Heino Pouste URS 86,10 m
5 Antero Puranen FIN 85,12 m
6 Pentti Sinersaari FIN 84,34 m
7 Detlef Fuhrmann RDT 83,50 m
8 Miklos Nemeth HUN 82,40 m